# Onomasticon d'Aménémopé

L'Onomasticon d'Aménémopé est un document égyptien de la fin de la XXe dynastie ou de la XXIIe dynastie ; c'est un recueil appartenant à une tradition commencée au Moyen Empire.
Il fait partie d'une collection de trois papyrus comprenant Le Conte du malheur et l'Histoire d'Ounamon découverts en 1890 par Vladimir Golenichtchev à El Hibeh, en Égypte, actuellement conservés au Musée Pouchkine de Moscou.

## Description
Il s'agit d'une catégorisation administrative de six-cent-dix entités organisées hiérarchiquement plutôt que d'une liste de mots (de type glossaire). On le connaît à travers dix fragments y compris les versions sur papyrus, cuir et poterie.
Son contenu comprend de nombreux groupements, dont des objets célestes, des villes, des peuples, des bureaux, des bâtiments, des types de terrains, des produits agricoles, des boissons… Il énumère aussi plusieurs groupes différents formant les Peuples de la mer et les Libyens.
L'Onomasticon est une source importante pour les chercheurs étudiant la vie égyptienne antique, l'administration pharaonique et de la cour, le sacerdoce, l'histoire des peuples de la mer, la géographie et l'organisation politique du Levant à la fin du Nouvel Empire.